# Rabona - Il colpo a sorpresa
Rabona - Il colpo a sorpresa è stato un programma televisivo italiano in onda dal 19 ottobre 2018 al 1º febbraio 2019 su Rai 3, condotto da Andrea Vianello. Il programma aveva come tematica interviste e il racconto di storie inerenti personalità e tematiche calcistiche. Andava in onda dallo studio 2 del Centro di Produzione Rai di Via Teulada.